# アンフォルメル中川村美術館

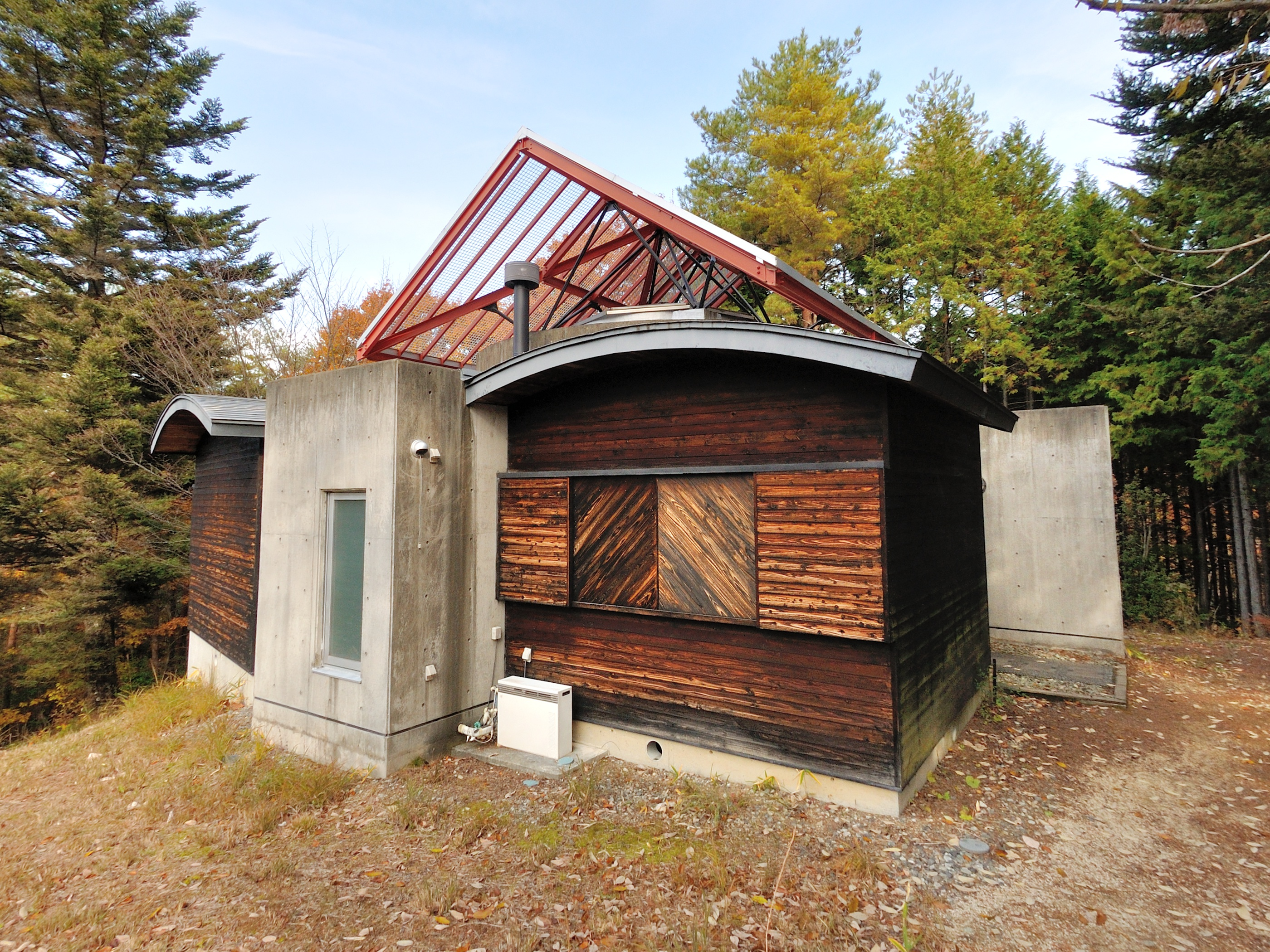
鈴木崧の自宅兼アトリエとなるはずだった、アトリエ棟

アンフォルメル中川村美術館（アンフォルメルなかがわむらびじゅつかん）は、長野県上伊那郡中川村にある、アンフォルメルという抽象芸術を専門にした日本で唯一の美術館である。

## 概要
1950年代のフランスなどで興った絵画運動のアンフォルメルを国内で唯一専門に扱う美術館であり、フランスから芸術文化勲章を授与された経歴を持ち、当館の建築主でもある、画家で詩人 の鈴木崧（すずき たかし）の作品を中心に展示している。
中川村が「アンフォルメル中川村美術館条例」に基づいて芸術文化の向上に資することを目的に設置し、指定管理者制度に基づいて地元の美里地区管理組合が管理・運営を行っている。
建築家の毛綱毅曠が設計を行った建物は、鉄筋コンクリート造の平屋建てで、延べ床面積が297平方メートルとなっており、常設展示室や事務室がある本館と高さ13メートルのシンボルタワー、当初は住居用として建設されたが現在は企画展示室として使用されているアトリエ棟などからなる。

## 歴史
アンフォルメル中川村美術館の土地と建物を買収・建設したのは、フランス芸術文化勲章受賞者で画家の鈴木崧である。事業には鈴木の私費2億円が投じられており、買収した中川村の山林約1万平方メートルに美術館となる建物を約1億3500万円かけて建設し、1989年8月に完成した。また美術館による村おこしを期待する中川村も、美術館へ通じる村道の整備を行って建設に協力した。
1990年秋の開館を予定していた美術館であったが、土地と建物の名義人になっていた鈴木の家族が死去したため相続税などの問題が発生し、開館は延期となる。1993年に入っても開館できずにいる状況を解決すべく、画家の意向に沿って村が土地と建物を買い取り、美術館を開館することになった。
1993年10月29日、アンフォルメル中川村美術館が開館。予定から3年遅れての開館であり、開館記念式典には鈴木やフランス大使館の公使ら約100人が出席した。
2005年度からは指定管理者制度が導入され、地元の美里地区管理組合が指定管理者となって美術館の管理・運営を開始、友の会の創設や展示の大幅な入れ替えを行っている。

## 主な所蔵作家
- 鈴木崧
- 吉原治良
- 今井俊満
- ポール・ジェンキンス（英語版）
- ジョルジュ・マチュー（英語版）

## 利用情報
冬期休館
12月 〜 2月
開館日
火・木・土・日曜日、祝祭日
開館時間
9:00 〜 16:00
入場料
大人：200円（団体割引150円）
小・中・高校生：100円（団体割引50円）
6歳未満：無料
団体は20名以上
アクセス
中央自動車道松川ICから国道153号経由で約30分
JR七久保駅から車で長野県道218号北林飯島線経由で約25分